# Valerio Fioravanti
Giuseppe Valerio Fioravanti detto Giusva (Rovereto, 28 marzo 1958) è un terrorista italiano, esponente del gruppo eversivo Nuclei Armati Rivoluzionari, d'ispirazione neofascista (anche se la propria appartenenza a questa ideologia sarà da lui respinta).
All'epoca era considerato uno dei più pericolosi terroristi italiani. Dopo una breve carriera di attore che gli diede notorietà alla fine degli anni sessanta, incominciò la militanza politica nel Movimento Sociale Italiano e, intorno alla metà degli anni settanta, decise di abbracciare la lotta armata fondando i NAR, sodalizio con cui sarà protagonista di una stagione di violenze terminata solo con il suo arresto, avvenuto a Padova, il 5 febbraio del 1981.
Processato e riconosciuto colpevole di diversi reati, tra cui l'omicidio di 95 persone (85 nella strage di Bologna — da lui negata — più altri 8, di cui 4 come esecutore materiale con altri, di cui si riconobbe colpevole), venne condannato, complessivamente, a 8 ergastoli, 134 anni e 8 mesi di reclusione. Non si è mai pentito dei reati commessi, sebbene abbia incontrato alcuni parenti delle vittime. Nel luglio del 1999 (dopo 18 anni anziché 20) ottiene la semi-libertà e nel 2004 la liberazione condizionale. Nell'aprile del 2009, dopo 26 anni di carcere, 5 di libertà vigilata e a 31 dall'arresto, è completamente libero dalla pena cumulativa come previsto dalla legge Gozzini. Durante il periodo della lotta armata era soprannominato il Tenente.
Fratello maggiore del terrorista Cristiano Fioravanti, collaboratore di giustizia (a causa di questo Valerio ruppe ogni rapporto con lui e progettò persino di ucciderlo), dal 1985 è sposato con la ex terrorista Francesca Mambro, sua compagna sin dagli anni settanta, dalla quale ha avuto una figlia nata il 22 marzo 2001, Arianna.

## Biografia
Nato nel 1958 a Rovereto, ma cresciuto nel comune di Guidonia Montecelio, Giuseppe Valerio, detto Giusva, è il primogenito dei tre figli dei coniugi Fioravanti: Mario, un ex annunciatore della Rai e prima ancora cabarettista, e Ida, casalinga. Durante i suoi primi due anni di vita venne affidato ai nonni materni che lo crescono fino alla nascita dei suoi due fratelli, i gemelli Cristiano e Cristina, nati nel 1960.

### L'attore-bambino
Fu introdotto dal padre nell'ambiente televisivo e cinematografico con l'obiettivo di tentare la carriera di attore. Esordì sul grande schermo nel 1961, quando fu scelto per recitare un piccolo ruolo da comparsa nell'episodio Le tentazioni del signor Antonio del film Boccaccio '70, per la regia di Fellini. All'età di cinque anni fu poi ingaggiato per girare alcuni caroselli pubblicitari (Vicks Vaporub nel 1960 assieme alla sorella Cristina e al fratello Cristiano; detersivo Omo per Lever Gibbs nel 1963 col fratello Cristiano; formaggino Ramek di Kraft tra il 1967 e 1969; Nesquik - nel ruolo del figlio dello sceriffo - per Nestlè nel 1971).
Nel 1967 apparve nello sceneggiato televisivo, prodotto dalla Rai, dal titolo La fiera della vanità, per la regia di Anton Giulio Majano.
Nel 1968, poi, raggiunse la popolarità interpretando il ruolo di Andrea, il figlio minore, in un'altra serie televisiva in onda sul Programma Nazionale (l'odierna Rai 1): La famiglia Benvenuti. Diretta da Alfredo Giannetti e composta da due stagioni, con protagonisti Enrico Maria Salerno e Valeria Valeri, la serie narrava le vicissitudini di un tipico nucleo familiare appartenente alla media borghesia italiana del tempo, alle prese con la vita di tutti i giorni. Grazie a questo ruolo, Giusva diventò in breve uno dei personaggi di maggior successo della televisione italiana di allora, assurgendo addirittura a personaggio nei fumetti per bambini (Il Giornalino, ediz. S.Paolo, 1969).
(Valerio Fioravanti dalla perizia del prof. F. Introna)
Giusva proseguì la sua carriera di attore, lavorando in alcuni film spaghetti western, come Cjamango di Edoardo Mulargia nel 1967, L'odio è il mio Dio di Claudio Gora e La taglia è tua... l'uomo l'ammazzo io!, anch'esso diretto da Edoardo Mulargia, entrambi del 1969, e Shango, la pistola infallibile, sempre diretto da Edoardo Mulargia nel 1970 e commedie come La scoperta di Elio Piccon (1969); contemporaneamente alla sua attività nel cinema, si iscrisse al Liceo scientifico John Fitzgerald Kennedy di Roma (zona Trastevere).

Un primo piano di Valerio Fioravanti da bambino nel film La taglia è tua... l'uomo l'ammazzo io! di Edoardo Mulargia (1969)

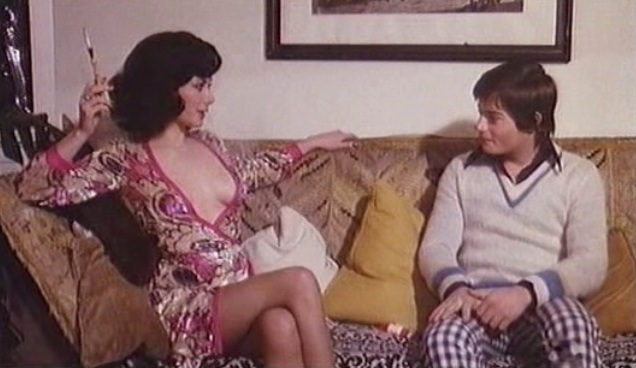
Giusva Fioravanti, adolescente, con Edwige Fenech in Grazie... nonna di Marino Girolami (1975), ultimo film a cui prese parte

Intorno al 1972 incominciò la sua militanza politica nelle file del Movimento Sociale Italiano, spinto inizialmente non tanto dalla passione politica ma
Nel 1974, i genitori, preoccupati della sua incolumità, decisero di mandarlo negli Stati Uniti d'America per un anno di studio a Portland, nell'Oregon. Sempre per volere paterno, rientra in Italia nel 1975 per interpretare il ruolo da protagonista, nella parte di un adolescente, in una nuova pellicola, intitolata Grazie... nonna, una commedia erotica all'italiana diretta da Marino Girolami e con interpreti Edwige Fenech, Gianfranco D'Angelo, Valeria Fabrizi ed Enrico Simonetti, che fu il suo ultimo film. Terminate le riprese Giusva partì nuovamente per gli Stati Uniti d'America dove rimase fino all'estate del 1975, per poi rientrare definitivamente a Roma.

### L'inizio della militanza
Tornato in Italia, con l'obiettivo di iscriversi poi all'università, Valerio decise di recuperare l'ultimo anno di superiori all'Istituto Paritario M.E. Tozzi, nella zona di Monteverde dove fece la conoscenza di un giovane militante missino, Franco Anselmi. Attraverso la sua frequentazione e, anche per seguire da vicino i movimenti del fratello Cristiano, cominciò a passare sempre più tempo nella locale sezione del Movimento Sociale Italiano dove, tra i tanti soci, Valerio fece la conoscenza di Alessandro Alibrandi, figlio del giudice istruttore del Tribunale di Roma Antonio Alibrandi.
Assieme ad altri militanti, i fratelli Fioravanti, Anselmi e Alibrandi presero parte a una guerra di bande contro i militanti di sinistra fatta di piccoli e grandi episodi di violenza nei cortei e nelle strade, per il controllo del territorio. La politica sempre più conservatrice dell'apparato dell'MSI li portò, poi, assieme a una parte del movimento giovanile neofascista, verso posizioni non più conciliabili nei confronti del partito di Almirante e verso una politica maggiormente interventista che li avrebbe spinti, di li a poco, a diventare terroristi.
Nel 1977, Valerio fu arrestato per il possesso di una pistola calibro 38 special non denunciata, e finì in carcere per quaranta giorni. Sempre in quell'anno partecipò a un'azione di devastazione del cinema romano Rouge et Noir, dove si proiettava il film Salò o le 120 giornate di Sodoma di Pier Paolo Pasolini. Arrestato per danneggiamento e violenza privata, venne trattenuto in cella per alcuni giorni, reo di aver lanciato un tubo Innocenti contro un agente.
Invece di iscriversi all'università, decise poi di abbandonare definitivamente gli studi per arruolarsi, nell'aprile del 1977, nell'Esercito, frequentando come allievo ufficiale di complemento la Scuola di Fanteria di Cesano, ammesso pur risultando già implicato in gravissimi reati, per poi essere assegnato alla SMIPAR, la Scuola Militare di Paracadutismo di Pisa. Nei quattro mesi di permanenza a Pisa, tuttavia, si rivelò estremamente insofferente alla disciplina militare, collezionò diverse punizioni e fu infine inviato in Friuli, presso la Brigata Mameli di Spilimbergo dove con il grado di sottotenente di complemento ha comandato un plotone fucilieri dall'8 febbraio al 18 luglio 1978. Durante questo periodo il 28 febbraio era a Roma, a uccidere l'operaio Roberto Scialabba. A maggio, mentre era di guardia alla polveriera, assieme all'amico Alibrandi venuto appositamente da Roma, sottrasse due casse contenenti complessivamente 144 bombe a mano del tipo SRCM che nascose all'esterno della caserma. Una di queste casse fu poi recuperata il giorno seguente da Alibrandi, mentre l'altra venne invece ritrovata dai militari.
A ottobre del 1978, Giusva lasciò il carcere militare di Peschiera dov'era detenuto per l'ennesima volta per abbandono del posto e dismise definitivamente la divisa.
Il furto delle bombe a mano fu in seguito scoperto e Fioravanti fu quindi condannato dal Tribunale militare di Padova, con sentenza del 14 giugno 1979, a otto mesi di reclusione. Le bombe arrivarono poi a Roma, dove furono utilizzate sia dai terroristi neri del NAR, sia dalla criminalità comune: una fu trovata addosso a un esponente della Banda della Magliana.

### La lotta armata con i NAR
(Valerio Fioravanti dalla perizia del prof. F. Introna)

Valerio Fioravanti con Francesca Mambro durante il processo per la strage di Bologna

Il gruppo originario dei NAR nacque verso la fine del 1977 intorno alla sede del Movimento Sociale Italiano di Monteverde e comprendeva: Valerio, suo fratello Cristiano, Franco Anselmi, Alessandro Alibrandi. Subito a ridosso delle prime azioni, si unì a loro anche Francesca Mambro, una militante neofascista frequentatrice della sede romana del FUAN di via Siena (nel quartiere Nomentano), che da lì a breve divenne la sua fidanzata (e poi sua moglie).
Il loro rapporto divenne più confidenziale alla fine del 1979: “Lui, già latitante, si recò a trovarla nell'ospedale dove era ricoverata per un'operazione, poi iniziarono a incontrarsi in un giardino vicino alla casa dove lei lavorava come baby sitter. Non ci volle molto perché un'attrazione reciproca già di lunga data, coniugata a un'affinità politica che secondo Francesca fu determinante quanto l'attrazione stessa, li unisse e a compiere il primo passo fu l'impetuosa ragazza.”
Le prime azioni del gruppo furono alcuni attentati a colpi di molotov contro sedi di giornali della capitale: il 30 dicembre del 1977 in via dei Serviti, contro Il Messaggero e il 4 gennaio 1979 alla redazione del Corriere della Sera.
Il 28 febbraio 1978, per celebrare il terzo anniversario della morte di Miki Mantakas (giovane militante del FUAN assassinato durante una manifestazione), il gruppo compì il suo primo omicidio. A bordo di tre auto, i due fratelli Fioravanti, Franco Anselmi, Alessandro Alibrandi, Dario Pedretti, Francesco Bianco, Paolo Cordaro e Massimo Rodolfo raggiunsero piazza Don Bosco, nei pressi del quartiere Cinecittà, dove tesero un agguato a un piccolo gruppo di militanti comunisti. Roberto Scialabba, un operaio elettricista, fu raggiunto da Valerio che lo colpì a morte da distanza ravvicinata.
Il 6 marzo 1978 con il fratello, Franco Anselmi, Alessandro Alibrandi e Francesco Bianco alla guida dell'auto utilizzata per la fuga, rapinò l'armeria dei fratelli Centofanti nella zona di Monteverde a Roma. Durante la fuga, però, Anselmi si attardò all'interno dell'armeria e venne colpito a morte alla schiena dal proprietario dell'armeria. Anselmi divenne poi una sorta di eroe-martire per il resto del gruppo, il quale celebrerà la sua morte con altre rapine ad armerie e firmando i colpi con la sigla Gruppo di fuoco Franco Anselmi.
Il 9 gennaio 1979 Fioravanti, insieme ad Alessandro Pucci e Dario Pedretti (e con altre cinque persone di copertura), assaltò la sede romana di Radio Città Futura, dov'era in corso una trasmissione gestita da un gruppo femminista. Il gruppo appiccò il fuoco ai locali della radio e sparò colpi di mitra contro quattro ragazze che furono gravemente ferite.
Il 16 giugno 1979 guidò l'assalto alla sezione del PCI dell'Esquilino, a Roma, dove si teneva un'assemblea congiunta del quartiere e dei ferrovieri, con oltre cinquanta persone presenti. A seguito del lancio di due bombe a mano, nonché svariati colpi di arma da fuoco, rimasero ferite venticinque persone. Nonostante una sentenza passata in giudicato lo abbia condannato per aver guidato il commando, Fioravanti ha sempre negato questo addebito.
Verso la fine del 1979, Valerio fece la conoscenza di Gilberto Cavallini, neofascista milanese gravitante nell'orbita ordinovista di Massimiliano Fachini che, proprio in quei mesi, viaggia spesso tra il Veneto e Roma per riciclare dell'oro rapinato da Egidio Giuliani. Il primo incontro tra i due avvenne l'11 dicembre del 1979, in occasione di una rapina, consumata a Tivoli ai danni dell'oreficeria D'Amore, e a cui parteciparono anche Sergio Calore e Bruno Mariani.
Il 17 dicembre 1979, un gruppo congiunto di militanti di Terza Posizione e dei NAR formato da Sergio Calore, Antonio d'Inzillo, Bruno Mariani e Antonio Proietti pianificò un agguato ai danni dell'avvocato Giorgio Arcangeli, ritenuto responsabile della cattura del leader neofascista Pierluigi Concutelli. Fioravanti, che non aveva mai visto la vittima designata e ne conosceva solo una sommaria descrizione, uccise al suo posto il giovane Antonio Leandri.
Subito dopo l'omicidio Leandri, Valerio incontrò nuovamente Gilberto Cavallini, conosciuto solo qualche settimana prima e che lo portò con sé in Veneto per sfuggire alle forze dell'ordine, ospitandolo nella casa dove viveva con la sua ragazza, Flavia Sbroiavacca.
Il 6 febbraio 1980 Fioravanti e Giorgio Vale uccisero il poliziotto diciannovenne Maurizio Arnesano. Lo scopo dell'omicidio era quello di disarmarlo e d'impadronirsi del suo mitra. «La mattina dell'omicidio Arnesano, Valerio mi disse che un poliziotto gli avrebbe dato un mitra» dichiarerà poi il fratello Cristiano, interrogato dal sostituto procuratore di Roma, il 13 aprile 1981 «io, incredulo, chiesi a che prezzo ed egli mi rispose: "Gratuitamente". Fece un sorriso ed io capii».
Il 30 marzo 1980 Fioravanti, Cavallini e la Mambro assaltarono il distretto militare di via Cesarotti a Padova. Un sergente fu ferito e furono rubati 4 mitragliatrici MG 42/59, 5 fucili automatici, pistole e cartucce. Sul muro della caserma, prima di andarsene, Francesca Mambro firmò la rapina con la sigla BR per depistare le indagini.
Il 28 maggio 1980 partecipò all'uccisione dell'appuntato di Polizia Francesco Evangelista (detto Serpico), davanti al Liceo classico statale Giulio Cesare. Valerio, Francesca Mambro, Giorgio Vale e Luigi Ciavardini, con Gilberto Cavallini, Mario Rossi e Gabriele De Francisci di copertura. Quel giorno vollero disarmare degli agenti e schiaffeggiarli, in modo da ridicolizzare la crescente militarizzazione del territorio da parte delle forze dell'ordine, ma la reazione dei poliziotti, in servizio di vigilanza davanti al liceo, scatenò un conflitto a fuoco che si concluse con l'uccisione di Evangelista e il ferimento di altri due agenti.
Il 23 giugno i due NAR Gilberto Cavallini e Luigi Ciavardini assassinarono a Roma il sostituto procuratore Mario Amato che aveva ereditato i fascicoli d'indagine del giudice Vittorio Occorsio e da due anni conduceva le principali inchieste sui movimenti eversivi di destra. Poco tempo prima di essere assassinato, Amato aveva chiesto l'uso di un'auto blindata che però gli era stato negato. All'indomani dell'omicidio, i NAR lo rivendicarono con un volantino recapitato ai principali quotidiani: «Oggi 23 giugno 1980 alle ore 8.05, abbiamo eseguito la sentenza di morte emanata contro il sostituto procuratore Mario Amato, per le cui mani passavano tutti i processi a carico dei camerati. Oggi egli ha chiuso la sua squallida esistenza imbottito di piombo. Altri, ancora, pagheranno». Amato aveva annunciato che le sue indagini lo stavano portando «alla visione di una verità d'insieme, coinvolgente responsabilità ben più gravi di quelle stesse degli esecutori degli atti criminosi». Il processo per l'omicidio di Amato si concluse con la condanna di Valerio Fioravanti e Francesca Mambro come mandanti e di Luigi Ciavardini e Gilberto Cavallini come esecutori materiali.

### La strage di Bologna
Il 2 agosto 1980 alle ore 10:25, nella sala d'aspetto di 2ª Classe della Stazione di Bologna Centrale, un ordigno a tempo, contenuto in una valigia abbandonata, esplose uccidendo ottantacinque persone e ferendone oltre duecento. Il 26 agosto dello stesso anno la Procura della Repubblica di Bologna emise ventotto ordini di cattura nei confronti di altrettanti militanti di gruppi di estrema destra, tra cui Valerio Fioravanti.
Il 9 settembre 1980, Valerio e Cristiano Fioravanti, Vale, Mambro e Dario Mariani uccisero Francesco Mangiameli, dirigente di Terza Posizione in Sicilia: secondo la versione di Valerio Fioravanti, Mangiameli era accusato di aver sottratto agli stessi NAR i soldi destinati a organizzare l'evasione del terrorista nero Pierluigi Concutelli. Secondo gli inquirenti bolognesi il delitto sarebbe legato alla strage di Bologna e ciò si ritrova anche nelle dichiarazioni testimoniali.
Lentamente e con fatica, attraverso una complicata e discussa vicenda politica e giudiziaria, e grazie alla spinta civile dell'Associazione tra i familiari delle vittime della strage alla stazione di Bologna del 2 agosto 1980 si giunse a una sentenza definitiva: il 23 novembre 1995 Fioravanti fu condannato dalla Corte di cassazione all'ergastolo con l'accusa di essere uno degli esecutori materiali della strage, insieme a Francesca Mambro e Luigi Ciavardini.
Fioravanti, Mambro e Ciavardini, anche dopo la condanna in Cassazione e la fine della pena, hanno sempre negato di essere coinvolti nella strage: i tre hanno sempre affermato di trovarsi effettivamente insieme quel giorno, ma a Padova, non a Bologna. Fioravanti ha invece indicato come possibile mandante della strage il leader libico Muʿammar Gheddafi e come esecutori agenti segreti libici o terroristi mercenari, per vendetta contro l'attentato della NATO a Ustica.

### L'arresto e le condanne
Il 5 febbraio 1981 Valerio, insieme ad altri militanti NAR (il fratello Cristiano, Francesca Mambro, Gigi Cavallini, Giorgio Vale e Gabriele De Francisci) stavano tentando di ripescare un borsone di armi precedentemente affidate da Cavallini a un malavitoso comune e poi nascoste da quest'ultimo nel canale Scaricatore, alla periferia di Padova. Durante l'operazione, però, il gruppo fu scoperto da una pattuglia di Carabinieri. Ne nacque un violento conflitto a fuoco al termine del quale Valerio, simulando la resa e approfittando di una distrazione dei militi, sparò uccidendo due militari: Enea Codotto di 25 anni e Luigi Maronese di 23 anni. Prima di essere uccisi, i Carabinieri riuscirono a colpire lo stesso Fioravanti, il quale, gravemente ferito a entrambe le gambe, fu riportato dal resto del gruppo nell'appartamento usato come base e dove, poco dopo, venne arrestato.
Fioravanti venne quindi processato per diversi reati quali: furto e rapina, violazione di domicilio, sequestro di persona, detenzione illegale di armi, detenzione di stupefacenti, ricettazione, violenza privata, falso, associazione per delinquere, lesioni personali, tentata evasione, banda armata, danneggiamento, tentato omicidio, incendio, sostituzione di persona, strage, calunnia, attentato per finalità terroristiche e di eversione.
Dopo sei sentenze della Corte d'Assise d'Appello venne condannato, complessivamente, a 8 ergastoli, 134 anni e 8 mesi di reclusione.
In sede civile, Fioravanti e Mambro furono condannati in primo grado nel 2014 a risarcire 2 134 273 000 euro, da versare alla Presidenza del Consiglio e al Ministero dell'interno, risarcimento che naturalmente non pagheranno mai, non avendone la disponibilità finanziaria e risultando incapienti (cioè nullatenenti). Lo Stato potrà prelevare solo alcune centinaia di euro mensili dai loro stipendi.

### La pena
Dopo 18 anni di detenzione, nel luglio del 1999 fruì del regime di semilibertà per il lavoro esterno, presso l'associazione Nessuno tocchi Caino, con obbligo di rientro serale in cella.

### Fine pena e altre attività
Nel 1997, assieme allo scrittore Pablo Echaurren e all'attrice Francesca D'Aloja ha scritto un film-documentario sul carcere intitolato Piccoli ergastoli e presentato nella sezione "Eventi speciali" del Festival di Venezia quello stesso anno. In occasione della prima proiezione del film, Fioravanti e la Mambro, hanno goduto di un permesso premio di 10 giorni. Dagli anni novanta collabora, come beneficiario di un programma di reinserimento di detenuti, con Nessuno tocchi Caino, l'associazione contro la pena di morte legata ai Radicali italiani, associazione della quale è dipendente come impiegato.
Nel mese di aprile del 2009, dopo 26 anni di pena scontati e a cinque anni dal conseguimento della libertà vigilata, è tornato a essere un uomo libero la cui pena è considerata definitivamente estinta. Gennaro Mokbel, faccendiere romano al centro dell'inchiesta su un maxi-riciclaggio, sostenne di aver contribuito, anche economicamente, alla libertà di Fioravanti, ma quest'ultimo ha sempre negato l'interessamento dell'uomo. Dal 2021 scrive sul quotidiano Il Riformista nella pagina dedicata a Nessuno tocchi Caino, parlando dei temi dei quali da venti anni si occupa per l'associazione, cioè pena di morte, carcere e giustizia penale negli Stati Uniti d'America e in Iran. Nel maggio 2023 inizia a collaborare con il quotidiano L'Unità.

## Opere
- Pablo Echaurren, Valerio Fioravanti, Rebibbia rhapsody, Viterbo, Nuovi Equilibri, 1996, ISBN 978-88-7226-295-5.
- Pablo Echaurren, Valerio Fioravanti, Il ritorno di Silvio Pellico, Viterbo, Nuovi Equilibri, 1997, ISBN 9788872263488
- Pablo Echaurren, Valerio Fioravanti, Piccoli ergastoli, Viterbo, Nuovi Equilibri, 1998, ISBN 978-88-7226-395-2.

## Nei media
La figura di Fioravanti ha liberamente ispirato il personaggio di "Alverio Fiori" nel film Bologna 2 agosto: i giorni della collera, diretto nel 2014 da Giorgio Molteni, Daniele Santamaria Maurizio e riferito alla vicenda realmente avvenuta della "Strage di Bologna".
Gli Offlaga Disco Pax parlano di Fioravanti e della sua compagna Francesca Mambro con il brano "Sensibile" nel loro  Bachelite (album).

## Filmografia
- Boccaccio '70, regia di Mario Monicelli, Federico Fellini, Luchino Visconti, Vittorio De Sica (1962) - non accreditato
- Cjamango, regia di Edoardo Mulargia (1967)
- La fiera della vanità, regia di Anton Giulio Majano – miniserie TV (1967)
- La famiglia Benvenuti – serie TV (1968-1969)
- La scoperta, regia di Elio Piccon (1969)
- L'odio è il mio Dio, regia di Claudio Gora (1969)
- La taglia è tua... l'uomo l'ammazzo io!, regia di Edoardo Mulargia (1969)
- Shango, la pistola infallibile, regia di Edoardo Mulargia (1970)
- Grazie... nonna, regia di Marino Girolami (1975)